# Igor Dobrovolski
Pour les articles homonymes, voir Dobrovolski.
Igor Ivanovitch Dobrovolski (en russe : Игорь Иванович Добровольский), né le 27 août 1967 à Markivka (Oblast d'Odessa), est un footballeur soviétique et russe. Depuis 2005, il s'est reconverti dans une carrière d'entraîneur.

## Statistiques
| Saison                | Club                   | Championnat           | Championnat | Championnat | Coupe(s) nationale(s) | Coupe(s) nationale(s) | Compétition(s) continentale(s) | Compétition(s) continentale(s) | Compétition(s) continentale(s) | Total | Total |
| Saison                | Club                   | Division              | M.          | B.          | M.                    | B.                    | Comp.                          | M.                             | B.                             | M.    | B.    |
| 1985                  | Nistru Kichinev        | D2                    | 27          | 13          | 1                     | 0                     | -                              | -                              | -                              | 28    | 13    |
| Sous-total            | Sous-total             | Sous-total            | 27          | 13          | 1                     | 0                     | -                              | -                              | -                              | 28    | 13    |
| 1986                  | Dynamo Moscou          | D1                    | 28          | 4           | 3                     | 1                     | -                              | -                              | -                              | 31    | 5     |
| 1987                  | Dynamo Moscou          | D1                    | 27          | 4           | 5                     | 0                     | C3                             | 4                              | 0                              | 36    | 4     |
| 1988                  | Dynamo Moscou          | D1                    | 27          | 4           | 1                     | 0                     | -                              | -                              | -                              | 28    | 4     |
| 1989                  | Dynamo Moscou          | D1                    | 27          | 11          | 3                     | 1                     | -                              | -                              | -                              | 30    | 12    |
| 1990                  | Dynamo Moscou          | D1                    | 15          | 4           | 3                     | 2                     | -                              | -                              | -                              | 18    | 6     |
| Sous-total            | Sous-total             | Sous-total            | 124         | 27          | 11                    | 3                     | -                              | 4                              | 0                              | 139   | 30    |
| 1990-1991             | CD Castellón (prêt)    | D1                    | 14          | 3           | -                     | -                     | -                              | -                              | -                              | 14    | 3     |
| 1991-1992             | Servette FC (prêt)     | D1                    | 23          | 15          | 4                     | 2                     | -                              | -                              | -                              | 27    | 17    |
| 1992-1993             | Genoa CFC              | D1                    | 4           | 1           | 3                     | 2                     | -                              | -                              | -                              | 7     | 3     |
| 1992-1993             | Olympique de Marseille | D1                    | 8           | 1           | 3                     | 0                     | C1                             | 1                              | 0                              | 12    | 1     |
| 1993                  | Dynamo Moscou          | D1                    | 18          | 6           | 1                     | 0                     | C3                             | 2                              | 1                              | 21    | 7     |
| 1994                  | Dynamo Moscou          | D1                    | 13          | 3           | -                     | -                     | -                              | -                              | -                              | 13    | 3     |
| 1994-1995             | Atlético Madrid        | D1                    | 19          | 1           | 3                     | 0                     | -                              | -                              | -                              | 22    | 1     |
| Sous-total            | Sous-total             | Sous-total            | 99          | 30          | 14                    | 4                     | -                              | 3                              | 1                              | 116   | 35    |
| 1996-1997             | Fortuna Düsseldorf     | D1                    | 15          | 4           | -                     | -                     | -                              | -                              | -                              | 15    | 4     |
| 1997-1998             | Fortuna Düsseldorf     | D2                    | 14          | 4           | 1                     | 0                     | -                              | -                              | -                              | 15    | 4     |
| 1998-1999             | Fortuna Düsseldorf     | D2                    | 25          | 6           | 3                     | 1                     | -                              | -                              | -                              | 28    | 7     |
| Sous-total            | Sous-total             | Sous-total            | 54          | 14          | 4                     | 1                     | -                              | -                              | -                              | 58    | 15    |
| 2004-2005             | Tiligul-Tiras Tiraspol | D1                    | 4           | 0           | -                     | -                     | -                              | -                              | -                              | 4     | 0     |
| 2005-2006             | Tiligul-Tiras Tiraspol | D1                    | 5           | 0           | -                     | -                     | CI                             | 2                              | 0                              | 7     | 0     |
| Sous-total            | Sous-total             | Sous-total            | 9           | 0           | -                     | -                     | -                              | 2                              | 0                              | 11    | 0     |
| Total sur la carrière | Total sur la carrière  | Total sur la carrière | 313         | 84          | 30                    | 8                     | -                              | 9                              | 1                              | 352   | 93    |

## Palmarès

### De joueur
En sélection
- Champion d'Europe espoirs : 1990 (Union soviétique espoirs).
- Champion Olympique : 1988 (Union soviétique).
- International soviétique (25 sélections, 7 buts) entre 1986 et 1991, dont 3 matchs en Coupe du monde et 1 but.
- International pour la C.E.I (4 sélections, 1 but) en 1992.
- International russe (18 sélections, 2 buts) entre 1992 et 1998.
- International olympique soviétique (14 sélections, 8 buts) entre 1986 et 1988.

En club
- Vainqueur de la Ligue des champions : 1993 (Olympique de Marseille) - (Absent lors de la finale / 1 match de C1 joué)
- Champion de France : 1993 (Olympique de Marseille) - (Titre retiré à l'Olympique de Marseille à la suite de l'affaire VA-OM)

### D'entraîneur
- Champion de Moldavie : 2011 avec le Dacia Chişinău

## Distinctions personnelles
- Joueur de l'année du championnat soviétique (distinction de l'hebdomadaire Football) : 1990